# Trần Đại Quang
Trần Đại Quang (1956-2018) fue un político vietnamita y presidente del país entre 2016 y 2018.
Trần Đại Quang inició su carrera profesional como policía y profesor. Miembro del Partido Comunista de Vietnam, fue elegido para la Asamblea Nacional de Vietnam y formó parte del gobierno como ministro de Seguridad Pública hasta que el 2 de abril de 2016 fue elegido como presidente de Vietnam, cargo mantuvo hasta su muerte en 2018.

## Biografía
Trần Đại Quang nació el 12 de octubre de 1956 en Kim Sơn, Ninh Binh en el entonces denominado Vietnam del norte.
Tras el paso de los años, al finalizar su formación primaria y secundaria, en 1972 decidió convertirse en agente de policía de su población natal. Al mismo tiempo desde ese año, estudió también en la Escuela de Idiomas Extranjeros del Departamento de Asuntos Culturales, en el cual hasta 1976 se desempeñó como oficial I del Departamento de Protección Política y en 1978 como oficial II.
Miembro de la Asamblea Nacional de Vietnam, de 2011 hasta el 2 de abril de 2016, que fue elegido presidente del país, fue ministro de Seguridad Pública. Fue presidente de Vietnam desde su elección hasta su muerte en septiembre de 2018. 
Murió el 21 de septiembre DE 2018 en Hanói, la capital de Vietnam, a los 61 años de edad tras una enfermedad debida a un virus "de alta virulencia" para el cual no existe ningún tratamiento eficaz. Los primeros síntomas fueron detectados en junio de 2017 y fue tratado en el propio país y en Japón, donde viajó hasta en seis ocasiones. El 11 de septiembre de 2018 en un acto público, la recepción del presidente de Indonesia, dio muestras de sentirse mal al tambalearse cuando pasaba revista a las tropas de honor. Tras su muerte la presidencia del país pasó, provisionalmente, a manos de la vicepresidenta Đặng Thị Ngọc Thịnh hasta que la Asamblea Nacional designara un nuevo presidente, según mandato constitucional.
| Predecesor: - | Presidente del Gobierno de Vietnam 2016-2018 | Sucesor: Đặng Thị Ngọc Thịnh |